# 济奈季诺农村居民点
济奈季诺农村居民点（俄语：Зинаидинское сельское поселение）是俄罗斯联邦别尔哥罗德州拉基特诺耶区所属的一个农村居民点。其下辖有4个居民点，行政中心为济奈季诺。据2016年统计，该农村居民点的人口为721人。